# Адріанна Ніколь
Адрі́анна Саплік (нар. 25 березня 1977 року, Сан-Франциско, Каліфорнія, США)), відома як Адріанна Ніко́ль (англ. Adrianna Nicole) — американська порноакторка.

## Життєпис
Народилася 25 березня 1977 року в Сан-Франциско.
В порноіндустрію потрапила в 2000 році. Знімалася в жанрах бондаж та БДСМ під псевдонімом «Сім». У 2002 році змінила псевдонім на «Петал Бенсон», коли знімалася з Сімоном Бенсоном. У 2006 році, коли пара розпалася, Ніколь більше не використовує цей псевдонім, але деколи користується іменем Сім.
Пізніше взяла ім'я Адріанна Ніколь. 
Знялася в понад 300 порнофільмах.

## Нагороди і номінації
- 2007 AVN Award — Best Group Sex Scene, Video — Fashionistas Safado: The Challenge (разом із Беладонною, Мелісою Лорен, Дженною Хейз, Джианною Майклз, Сандрою Ромейн, Сашею Грей, Ніколь Шерідан, Мері Лав, Керолайн Пірс, Джевел Марсо та іншими)[3]
- 2008 номінація на AVN Award — Unsung Starlet Of The Year[4]
- 2008 номінація на AVN Award — Most Outrageous Sex Scene — Upload[4]
- 2009 номінація на AVN Award — Most Outrageous Sex Scene — World's Biggest Cum Eating Cuckold[5]
- 2009 номінація на AVN Award — Unsung Starlet Of The Year[5]
- 2009 номінація на XRCO Award — Unsung Siren[6]
- 2009 номінація на XRCO Award — Superslut[6]
- 2009 номінація на XBIZ Award — Female Performer of the Year[7]
- 2010 номінація на AVN Award — Best All-Girl Group Sex Scene — Party of Feet (разом із Беладонною, Лексі Белл, Evie Delatosso, Медісон Іві, Georgia Jones, Alexa Jordan, Кімберлі Кейн, Боббі Старр та Алексіс Тексіс)[8]
- 2010 номінація на AVN Award — Best Group Sex Scene — Evil Anal 10[8]
- 2011 номінація на AVN Award — Most Outrageous Sex Scene — Belladonna: Fetish Fanatic 8[9]
- 2011 номінація на AVN Award — Best Oral Sex Scene — Fuck Face[9]